# Спортивная гимнастика на летних Олимпийских играх 2000 — опорный прыжок (мужчины)
Соревнования по опорным прыжкам среди мужчин в спортивной гимнастике на Летних Олимпийских играх 2000 года состоялись 16 и 25 сентября в спорткомплексе «Сидней СуперДом». Победу одержал испанский гимнаст Хервасио Деферр, второе место занял российский гимнаст Алексей Бондаренко, а третьим неожиданно стал поляк Лешек Бляник.

## Результаты

### Квалификация
В квалификационном раунде 16 сентября участвовали 76 гимнастов, из которых восемь лучших пробились в финал 25 сентября. Каждая страна выдвигала не более двух гимнастов в финале.

### Финал
| Место | Гимнаст                     | Попытка 1 | Попытка 2 | Средний балл |
| ----- | --------------------------- | --------- | --------- | ------------ |
|       | Хервасио Деферр Испания     | 9.800     | 9.625     | 9.712        |
|       | Алексей Бондаренко Россия   | 9.600     | 9.575     | 9.587        |
|       | Лешек Бляник Польша         | 9.225     | 9.725     | 9.475        |
| 4     | Алексей Немов Россия        | 9.262     | 9.650     | 9.456        |
| 5     | Сергей Федорченко Казахстан | 9.212     | 9.587     | 9.399        |
| 6     | Блэйн Уилсон США            | 9.425     | 9.300     | 9.362        |
| 7     | Иоаннис Мелиссанидис Греция | 9.212     | 9.312     | 9.262        |
| 8     | Дитер Рем Швейцария         | 9.212     | 8.800     | 9.006        |